# Rotach (Bodensee)
Die Rotach ist ein Zufluss des Bodensees im südlichen Oberschwaben in Baden-Württemberg, Deutschland. Als Zufluss des Bodensees gehört sie zum Flusssystem des Rheins.

### Gefällekurve

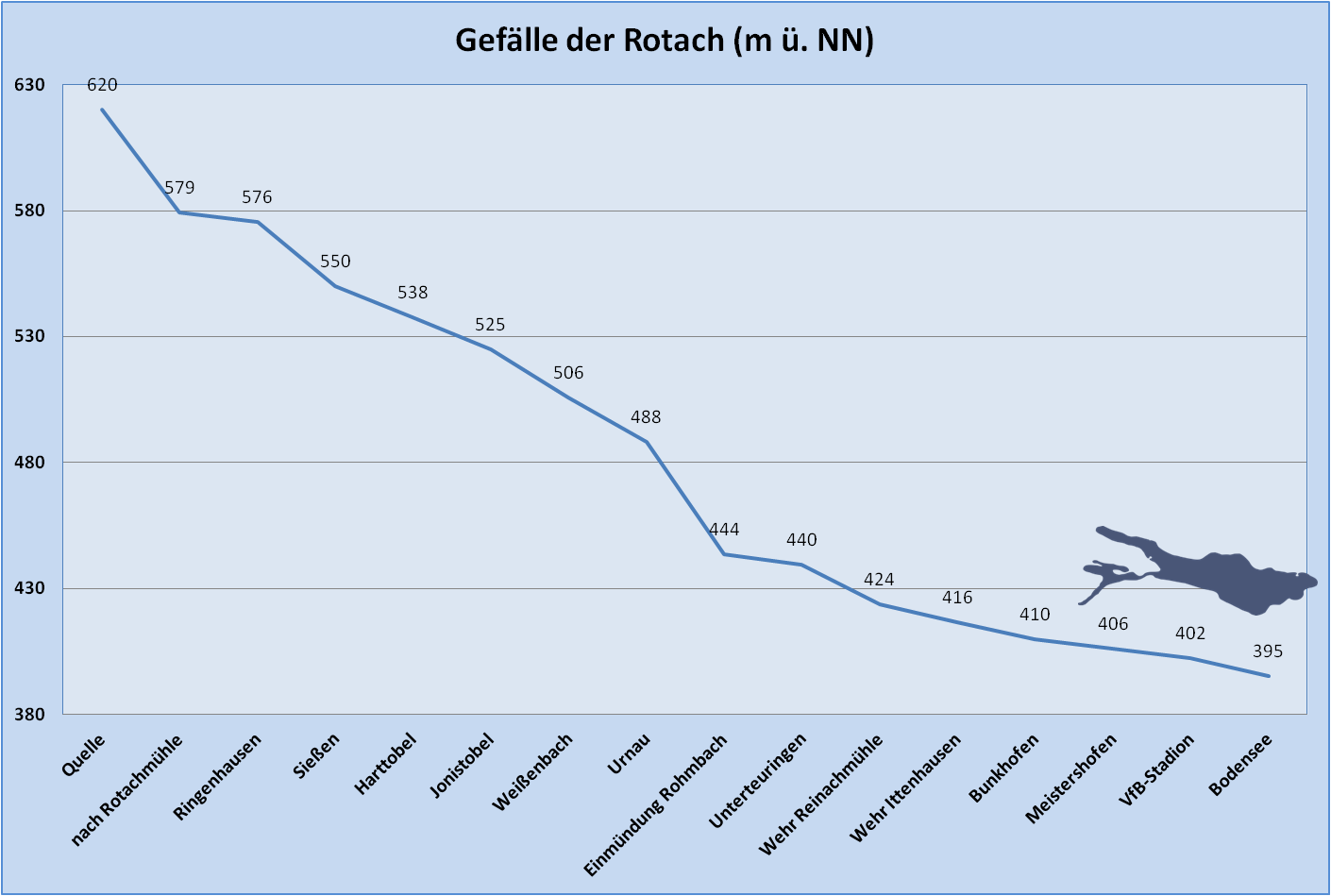
Diagramm 'Gefälle'

## Geographie

### Verlauf
Die Rotach entsteht westlich von Wilhelmsdorf im Gemeindegebiet von Illmensee im Landkreis Sigmaringen bei dessen Birkhof unter dem Namen Mühlbach. Zunächst nach Nordosten fließend, wechselt dieser bald über aufs Gebiet von Wilhelmsdorf im Landkreis Ravensburg und entwässert dort das Pfrunger-Burgweiler Ried. Er wendet sich nach rechts auf südlichen Lauf ab der Ortsmitte von Wilhelmsdorf und wird von da an nach etwa 4,8 km Rotach genannt. Diese durchfließt unter anderem den Harttobel bei Horgenzell, den Benistobel vor Urnau und die Gemeinde Oberteuringen, bis sie schließlich Friedrichshafen erreicht, wo sie ein Kilometer östlich des Stadtkerns an der westlichen Grenze des Eriskircher Rieds in den Bodensee mündet.

### Einzugsgebiet
Das Einzugsgebiet der Rotach ist rund 136 km² groß.  Es grenzt reihum an die Einzugsgebiete der folgenden Nachbargewässer:
- Im Nordnordwesten liegt das Quellgebiet des Andelsbachs, der über die Ablach zur Donau entwässert;
- im Norden entwässert und im Nordnordosten liegt das Quellgebiet der Ostrach, eines weitere Donauzuflusses.

Der gesamte nördliche, wegen des sich südwärts streckenden Einzugsgebietes vergleichsweise kurze Abschnitt der Gesamtwasserscheide ist deshalb Teil der Europäischen Hauptwasserscheide zwischen Rhein und Nordsee diesseits sowie Donau und Schwarzem Meer jenseits.
- Im Nordosten entwässert die Ettishofer Ach zum Bodensee-Zufluss Schussen, die sich weiter abwärts der östlichen Wasserscheide nähert;
- im Südsüdwesten konkurriert der in Friedrichshafen in den Bodensee mündende Mühlbach, im Südwesten dessen Zufluss Brunnisach;
- den Abfluss außerhalb im Westen führt die Deggenhauser Aach über die Seefelder Aach ebenfalls zum Bodensee.

### Orte an der Rotach
- Wilhelmsdorf

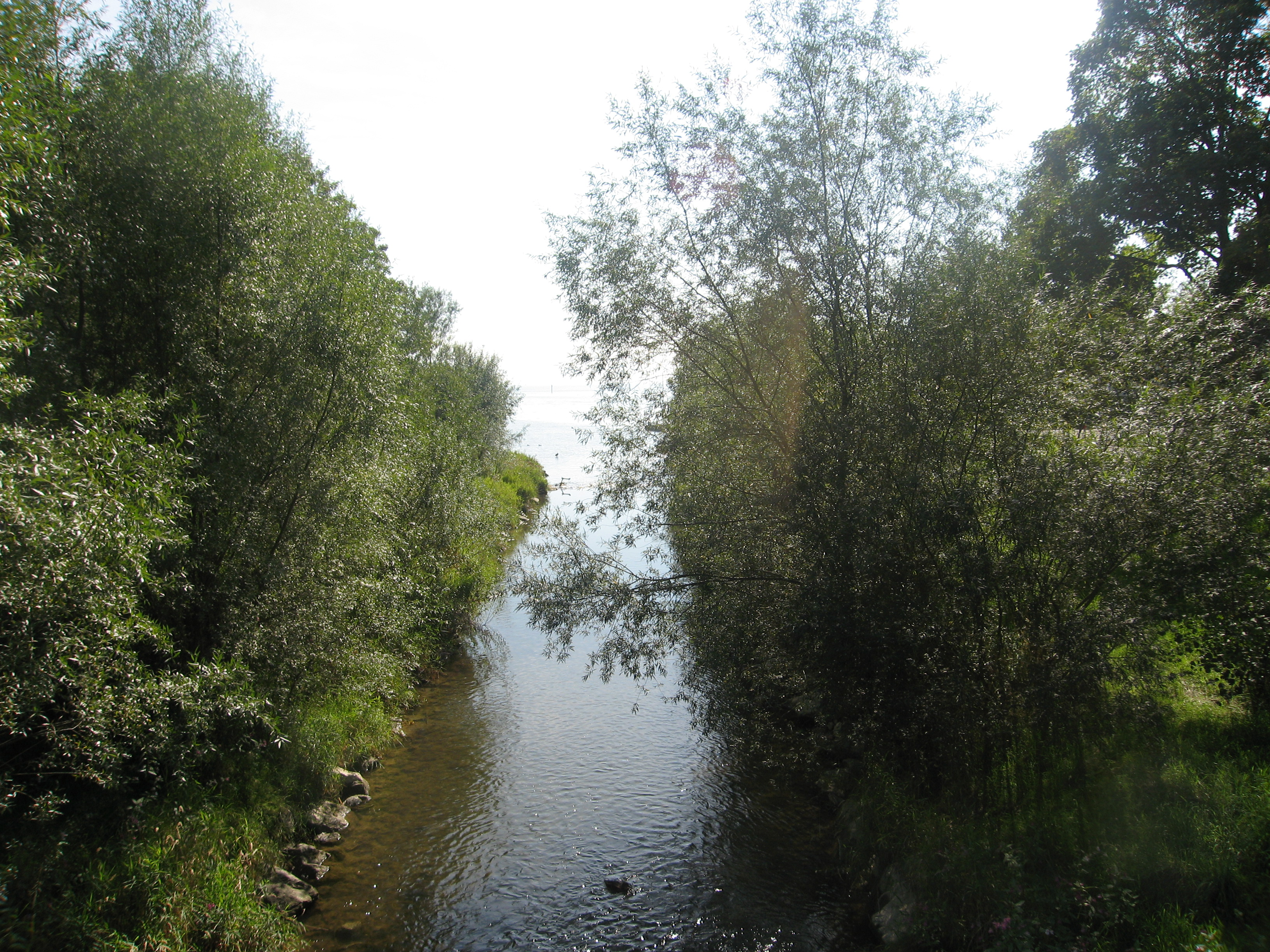
Mündung in den Bodensee

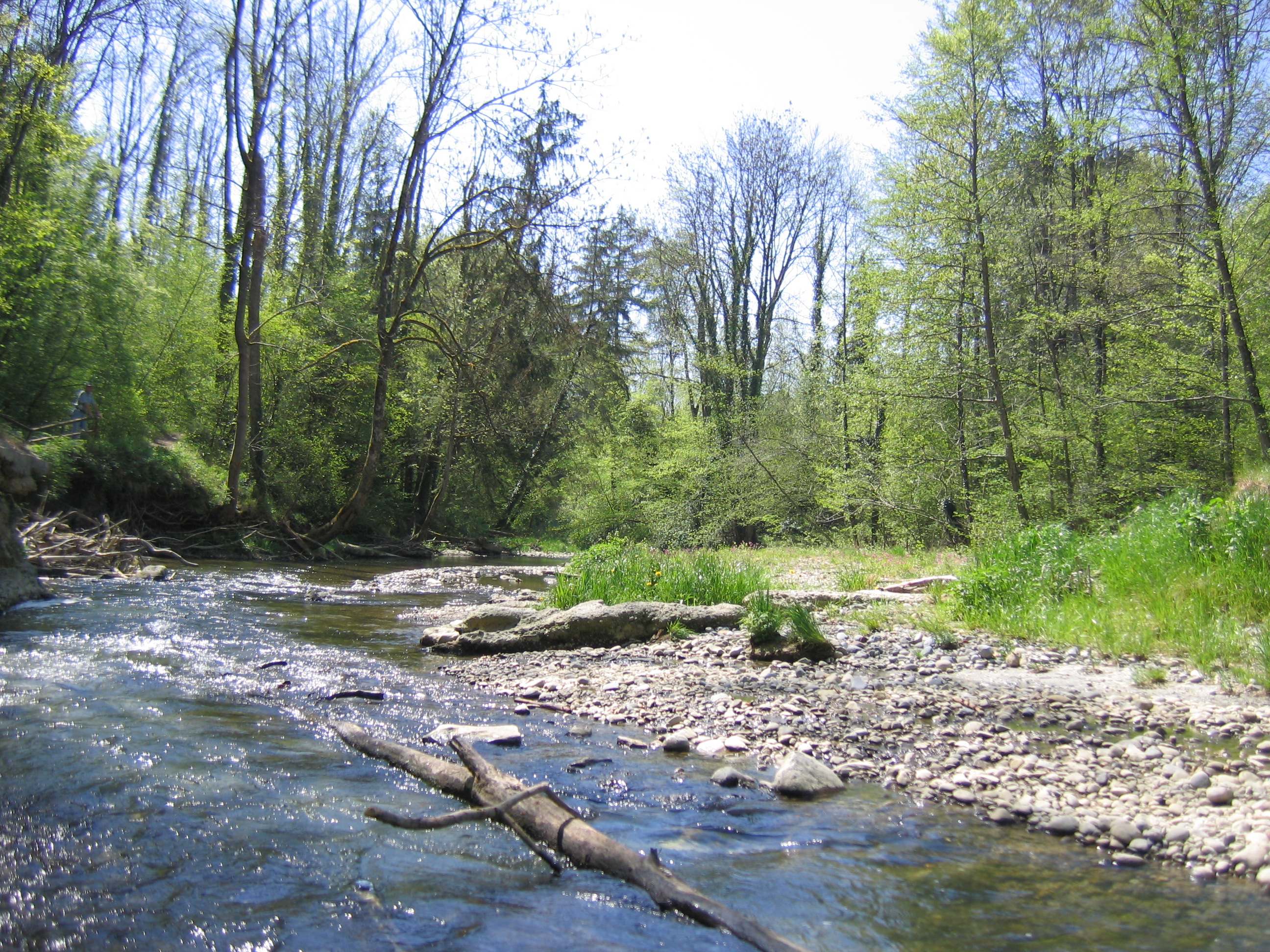
Im Tal der Rotach zwischen Weilermühle und Unterteuringen

- Hasenweiler (Ortsteil von Horgenzell)
- Urnau (zu Deggenhausertal)
- Neuhaus (zu Oberteuringen)
- Oberteuringen
- Unterteuringen
- Ittenhausen (zu Ailingen)
- Friedrichshafen

### Zuflüsse
Von der Quelle zur Mündung nimmt die Rotach neben anderen, teils unbenannten Bächen folgende Zuflüsse auf:
- Mühlbach, Oberlauf bis in Wilhelmsdorf
- Gattenmühlebach, von links ⊙ in Ringenhausen, 3,7 km
- Bruckenbach, von rechts ⊙ gleich nach Ringenhausen, 6,7 km und 6,5 km²
- Aubach, von rechts ⊙ westlich-gegenüber von Hasenweiler, 5,0 km und 2,8 km²
- Weihenbach, von links ⊙ östlich von Sießen, 3,0 km und 1,4 km²
- Ringgenweiler Bach, von links ⊙ vor der Buchmühle, 2,0 km und 1,0 km²
- Pfärrenbach, von links ⊙ an der Buchmühle, 2,3 km und 1,6 km²
- Buchbach, von rechts ⊙ gegenüber der Buchmühle, 3,7 km und 1,2 km²
- Burgerbach, von rechts ⊙ nördlich von Jonistobel, 3,5 km und 1,5 km²
- Schachenbächle, von rechts ⊙ bei Benistobel, 3,4 km
- Schwendebächle, von rechts ⊙ im Tobel bei Weißenbach, 1,2 km
- Riedbach, von rechts ⊙ nordwestlich von Urnau, 5,2 km und 4,4 km²
- Bombenbach, von rechts ⊙ in Urnau, 2,0 km
- Hirsenbach, von links ⊙ in Urnau, 2,6 km
- Schupelbach, von rechts ⊙ östlich von Urnau, 1,9 km
- Kübelbach, von rechts ⊙ bei Lindenberghof, 1,2 km
- Schwendebach, von rechts ⊙ bei Schwende, 2,4 km
- Fiselbach, von links ⊙ südöstlich von Geigen, 8,6 km und 17,0 km²
- Eckbach, von links ⊙ nordwestlich von Hefigkofen, 1,8 km
- Rohmbach, von rechts ⊙ bei Oberteuringen, 5,1 km
- Taldorfer Bach, von links ⊙ südlich von Oberteuringen, 6,9 km und 14,4 km²
- Särlebach, von links ⊙ zwischen Reinach und Ittenhausen, 1,9 km
- Tobelbach, von links ⊙ in Ittenhausen, 2,1 km
- Rohrbach, von rechts ⊙ bei Meistershofen, 4,7 km
- Allmannsweiler Bach, von links ⊙ bei Löwental, 4,0 km und 5,7 km²

## Wirtschaft

### Mühlen
Die Ufer der Rotach wurden einst von 22 Mahl- und Sägemühlen gesäumt. Allein im heutigen Stadtgebiet Friedrichshafens waren Mitte des 19. Jahrhunderts acht Mühlen in Betrieb.
- Rotachmühle, südöstlich von Wilhelmsdorf: Das Mühlenanwesen von 1363 bzw. 1783 mit vier Meter hohem oberschlächtigen Wasserrad, bis zu 140 Jahre alten Mühlenmaschinen und Krüppelwalmdach ist heute ein ausgewiesenes Kulturdenkmal.
- Die Haslachmühle von 1282 ist heute Schule und Wohnstätte für Menschen mit Mehrfachbehinderung. In der zugehörigen Kapelle sind sakrale Mühlenkunstobjekte von Andreas Felger zu sehen.
- Buchmühle
- Schönemühle 1,2 Kilometer vor Urnau liegt am Eingang des Benistobels; nicht mehr in Betrieb
- Ramsenmühle
- Ziegelmühle an der Landstraße 204, rund 900 Meter vor Neuhaus, voll in Betrieb; die Mühle wurde seit 1347 als Lehen des Klosters Salem beschrieben;[3] später dem Kloster Weißenau, das die Mühle mit vier Gängen 1274 vom Kloster Salem um elf Pfund Denare kaufte, zugehörig; 1838 Mühle mit 15 Einwohnern[4]
- Die Besitzer der Oberteuringer Mühle sind seit 1432 lückenlos belegt. 1846 wurde sie erweitert und erhielt ihr heutiges Aussehen, 1957 stellte man den Betrieb ein. Im Rahmen des Landessanierungsprogramms wurde die Mühle bis 2002 renoviert, zum Anlass der 1250-Jahr-Feier Oberteuringens eingeweiht und ihrer neuen Bestimmung übergeben; seitdem dient das Gebäude verschiedenen Kulturgruppen und Vereinen für Feiern und Feste.[5]
- Weilermühle: 1391 Verkauf an das Predigerkloster in Konstanz, später zum Kloster Weißenau; 1838 eine Mahl- und Sägemühle mit sechs Einwohnern;[6] wechselte im Laufe der Jahrhunderte mehrmals ihre Besitzer; als Spinnerei, Nudelfabrik, Eisfabrik, Vermahlungsbetrieb für Lederabfälle oder Kraftwerk genutzt, war die Mühle bis 1975 mit 28 kW die leistungsstärkste Anlage an der Rotach; heute außer Betrieb, das Wehr wurde zur Wende ins 21. Jahrhundert gesprengt
- Reinachmühle: Das 1837 als (Gerb-?)Mühle erbaute Gebäude wurde 1906 zum Pumpwerk Reinach umgebaut und diente seitdem den Gemeinden Ailingen, Raderach und Schnetzenhausen zur Trinkwasserversorgung. Nachdem im Jahr 1936 eine Turbine eingebaut worden war, übernahmen die Technischen Werke Friedrichshafen (TWF) 1970 die Anlage. Mit einer Leistung von rund fünf Kilowatt arbeitet sie seither zur regenerativen Energieerzeugung.
- Die bis 1984 in Betrieb arbeitende Mühle Ittenhausen – seit 1198 belegt und damit die älteste Mühle Friedrichshafens[7] – ist heute Kulturdenkmal und reaktiviert worden. Sie war bei einer Fallhöhe von vier Metern mit einer 15 PS starken Francis-Turbine ausgestattet.
- Maschinenfabrik Brielmayer
- Meistershofener Mühle
- Auf dem heutigen Gelände der TWF befand sich früher die Trautenmühle. 1837 wurde dieses Areal mit Sägewerk und Mühle durch König Wilhelm I. von Württemberg gekauft, später eine Kunstmühle errichtet. 1903 vernichtete ein Feuer die Gebäude. Wieder aufgebaut, wurden das Anwesen 1908 erneut ein Opfer von Flammen. Der wiederum aufgebaute Betrieb gelang 1917 in den Besitz der Zeppelin Wohlfahrt. Während der Luftangriffe in den Jahren 1942 und '43 wurden alle Gebäude zerstört.
- Rundelmühle: Seit dem Mittelalter ist hier eine Mühle des Klosters Löwental überliefert. 1634, während des Dreißigjährigen Krieges, wird das Gebäude von den abziehenden Schweden zerstört. Nach dem Wiederaufbau im Jahre 1709 gehört die Rundelmühle mit einer Säge- und Ölmühle sowie einem Gerbgang und vier Mahlgängen zu den größeren Anlagen an der Rotach. 1900 erwarb Eugen Rundel die Mühle und richtete 1924 eine Hauskapelle im Gebäude ein. Nach dem Zweiten Weltkrieg blieb die 1944 durch einen Luftangriff beschädigte Mühle noch längere Zeit in Betrieb. Der Mühlenkanal und die dazugehörige Wehranlage sind heute noch zu erkennen.[8]

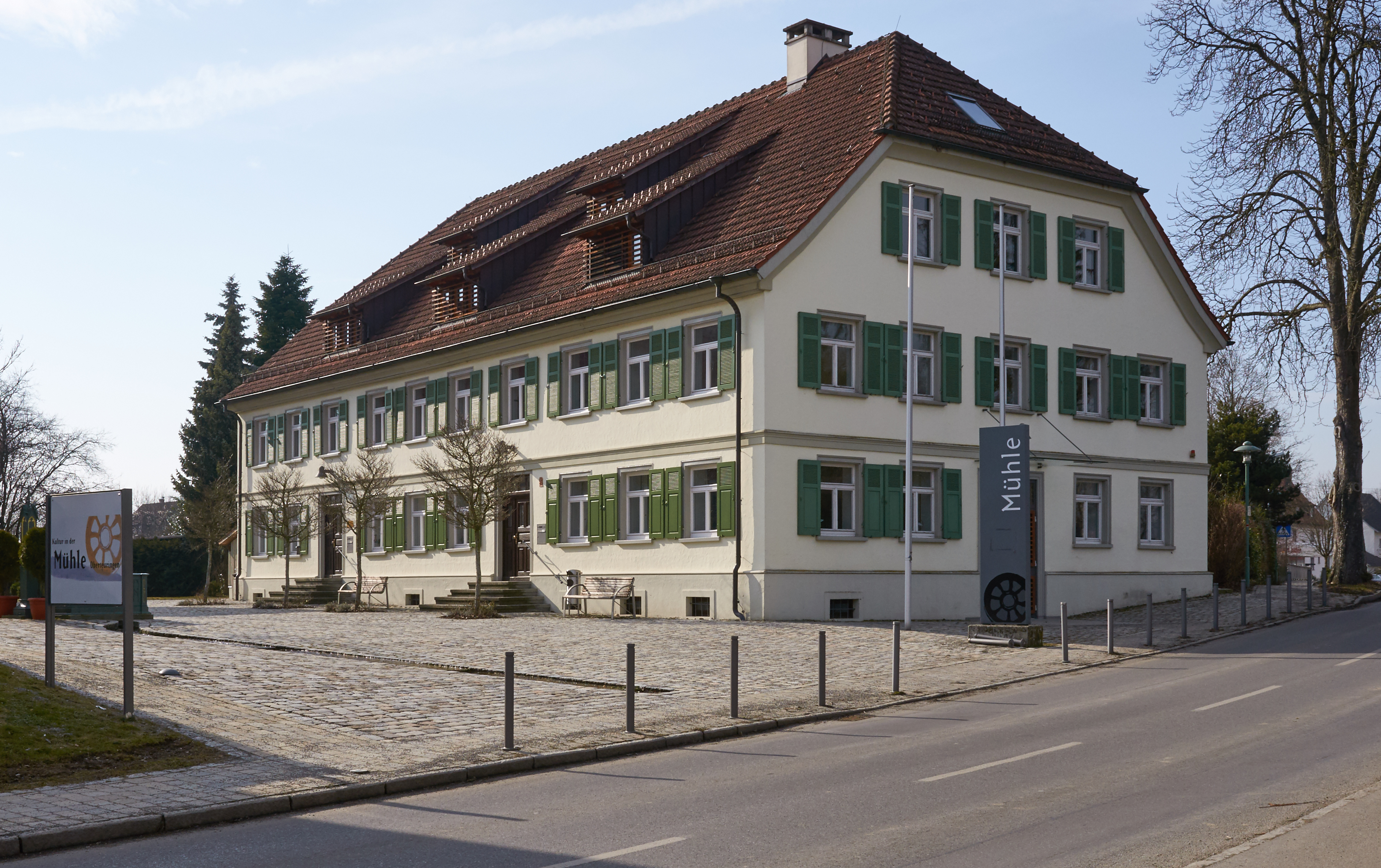
Mühle Oberteuringen
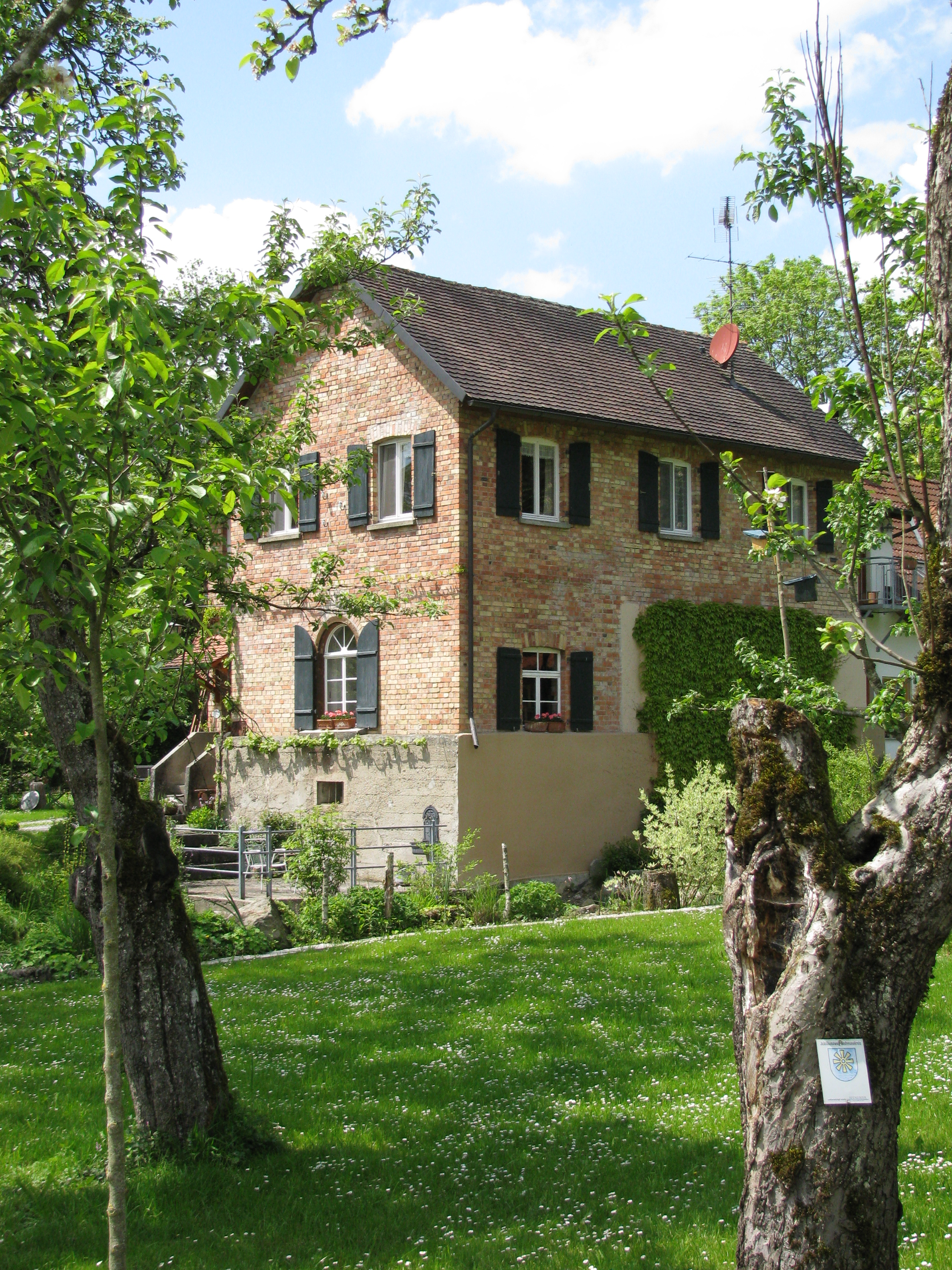
Weilermühle
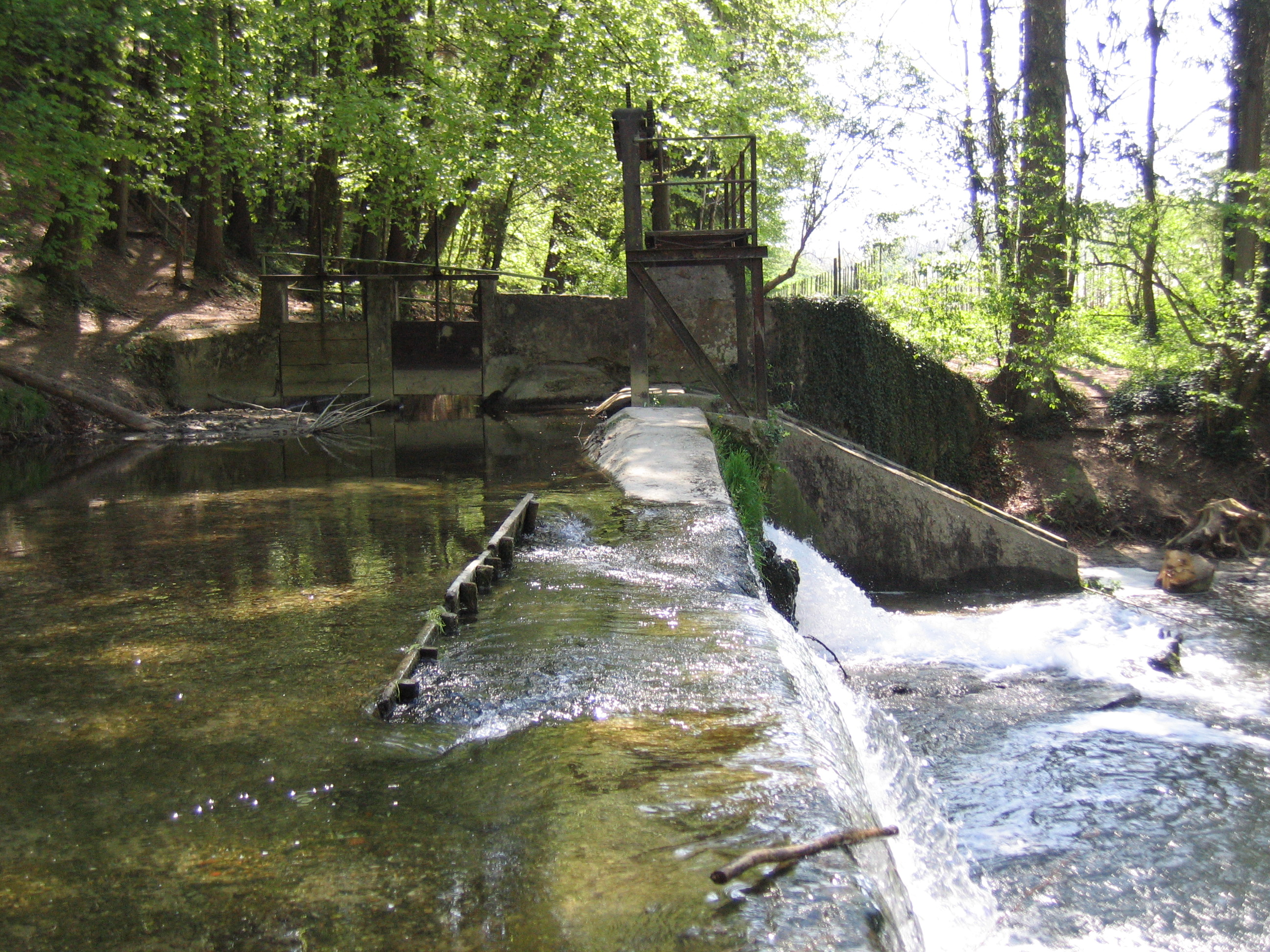
Wehr vor der Reinachmühle
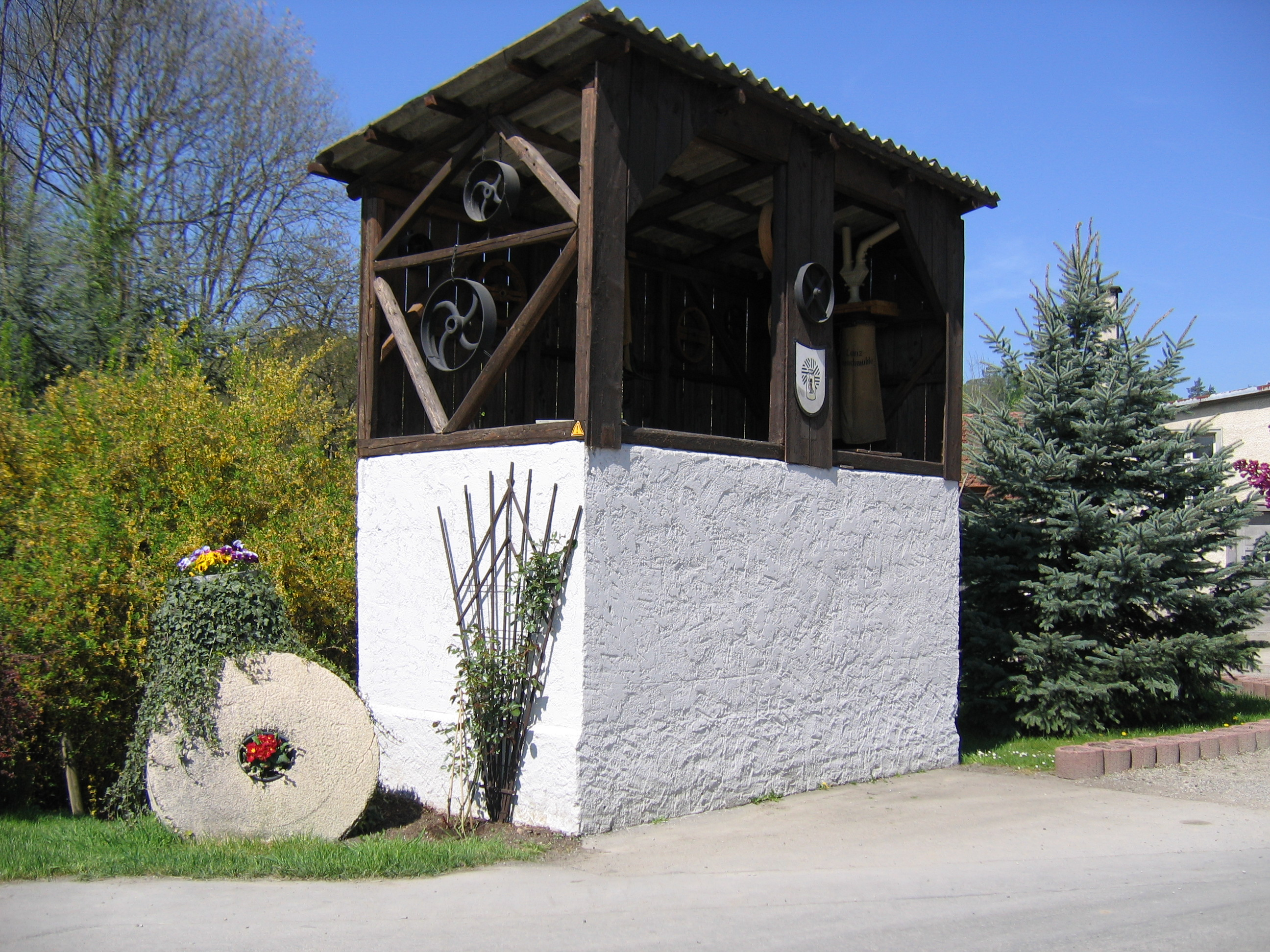
Bei der Reinachmühle
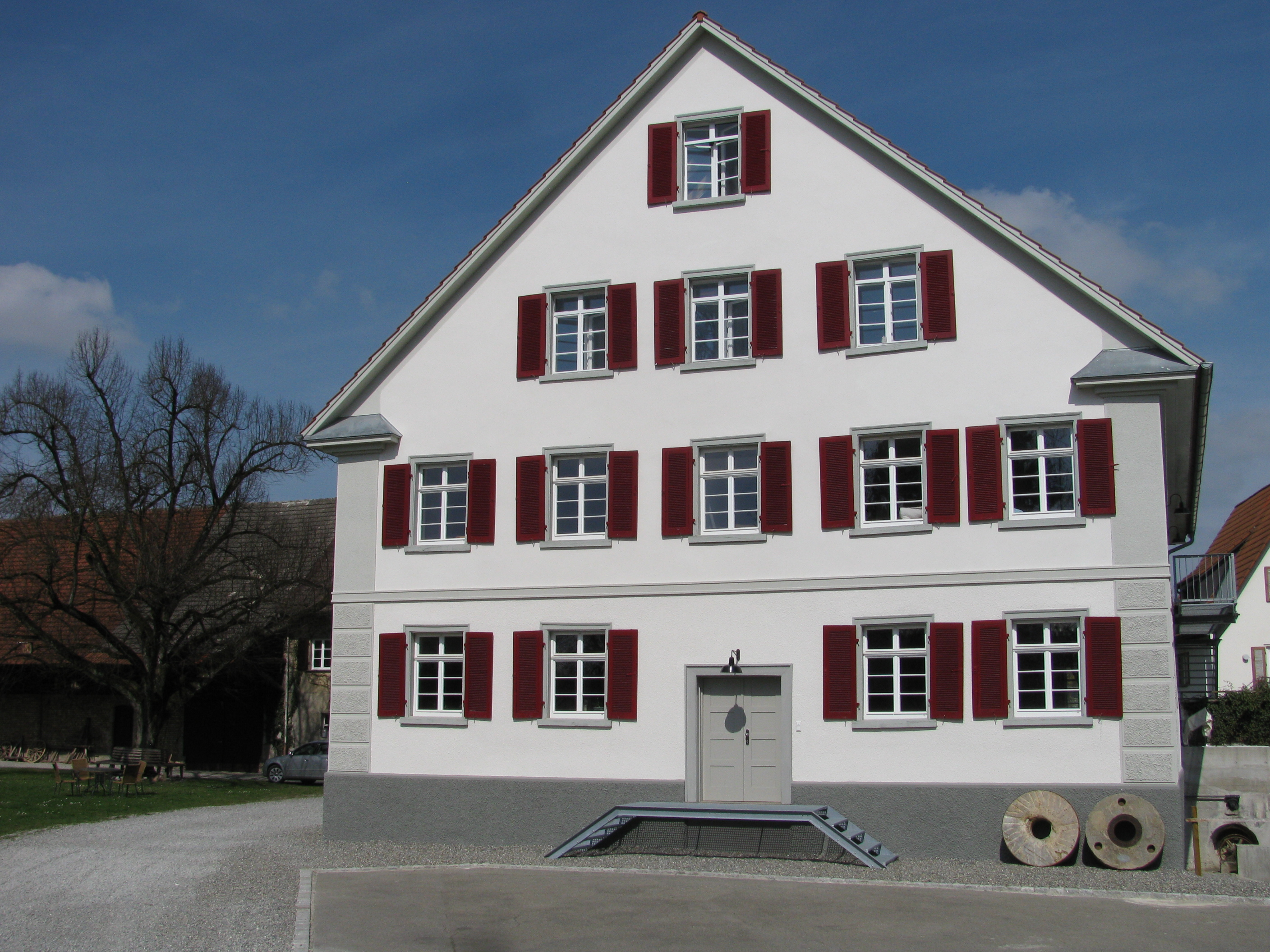
Mühle Ittenhausen

## Renaturierung
Die ehemaligen Wehre zur Ittenhauser Mühle und zur Reinachmühle (2014) wurden in vergangener Zeit geschleift und parallel zu ihnen Aufstiegshilfen für die flussaufwärts wandernden Fische errichtet.

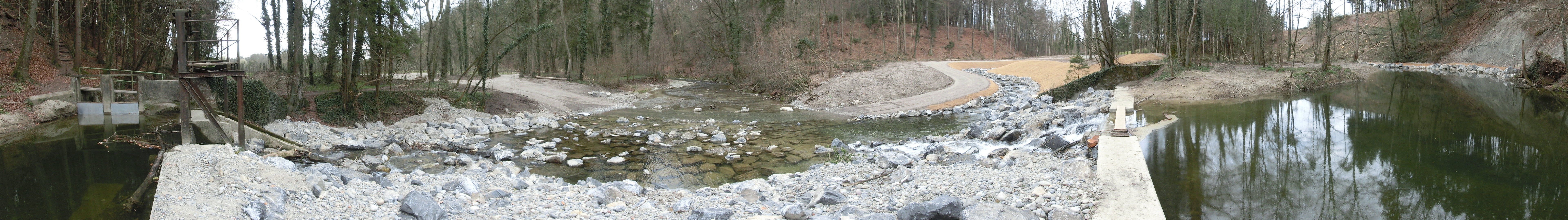
Panorama des neugestalteten Wehrs vor der Reinachmühle; ganz links Abzweig zum Mühlkanal, halblinks der Unter-, rechts der Oberlauf, halbrechts die neue Aufstiegshilfe für flussaufwärts wandernde Fische

## Pegel
Im Friedrichshafener Stadtgebiet befindet sich bei Flusskilometer 1,15 der Pegel Friedrichshafen/Rotach der Hochwasser-Vorhersage-Zentrale Baden-Württemberg und der Landesanstalt für Umwelt, Messungen und Naturschutz Baden-Württemberg (LUBW); Betreiber ist das Regierungspräsidium Tübingen. Die Pegelnullpunkthöhe liegt bei 396,95 m ü. NN.

### Statistische Werte
- Niedrigster Wasserstand (Abfluss) der Jahre 1982–2003 am 27. Mai 1990: 0,05 m/0,13 m³ pro Sekunde
- Mittelwert niedrigster Wasserstände (Abflüsse) der Jahre 1982–2003: 0,15 m/0,35 m³ pro Sekunde
- Mittelwert Wasserstand (Abfluss) der Jahre 1980–2003: 0,32 m/2,01 m³ pro Sekunde
- historischer Höchststand, Hochwasser am 21. Dezember 1997: 2,62 m